# Поліноміальний розподіл
У теорії імовірностей поліноміальний розподіл є узагальненням біноміального розподілу.
Біноміальний розподіл є розподілом ймовірностей числа успіхів у незалежній схемі випробувань Бернуллі, з тією ж самою імовірністю успіху в кожному випробуванні.

## Означення
Нехай {\displaystyle X_{1},\ldots ,X_{n}} — незалежні однаково розподілені випадкові величини, такі, що їх розподіл задається
функцією імовірності:
{\displaystyle \mathbb {P} (X_{i}=j)=p_{j},\;j=1,\ldots ,k}.
Інтуїтивно подія {\displaystyle \{X_{i}=j\}} означає, що
дослід з номером {\displaystyle i} привів до {\displaystyle j}. Нехай
випадкова величина {\displaystyle Y_{j}} дорівнює кількості дослідів, що приводять до результату {\displaystyle j}:
{\displaystyle Y_{j}=\sum _{i=1}^{n}\mathbf {1} _{\{X_{i}=j\}},\;j=1,\ldots ,k}.
Тоді розподіл вектора {\displaystyle \mathbf {Y} =(Y_{1},\ldots ,Y_{k})^{\top }}
Має функцію імовірності
{\displaystyle p_{\mathbf {Y} }(\mathbf {y} )=\left\{{\begin{matrix}{n \choose {y_{1}\ldots y_{k}}}p_{1}^{y_{1}}\ldots p_{k}^{y_{k}},&\sum \limits _{j=1}^{k}y_{i}=n\\0,&\sum \limits _{j=1}^{k}y_{i}\not =n\end{matrix}}\right.,\quad \mathbf {y} =(y_{1},\ldots ,y_{k})^{\top }\in \mathbb {N} _{0}^{k}},
де
{\displaystyle {n \choose {y_{1}\ldots y_{k}}}\equiv {\frac {n!}{y_{1}!\ldots y_{k}!}}} —
мультиноміальний коефіцієнт.

## Вектор середніх і матриця коваріації
Математичне сподівання випадкової величини {\displaystyle Y_{j}} має вигляд:
{\displaystyle \mathbb {E} [Y_{j}]=np_{j}}.
Діагональні елементи матриці коваріації {\displaystyle \Sigma =(\sigma _{ij})} є дисперсіями
біноміальних випадкових величин, а тому
{\displaystyle \sigma _{jj}=\mathrm {D} [Y_{j}]=np_{j}(1-p_{j}),\;j=1,\ldots ,k}.
Для інших елементів маємо
{\displaystyle \sigma _{ij}=\mathrm {cov} (Y_{i},Y_{j})=-np_{i}p_{j},\;i\not =j}.
Ранг матриці коваріації мультиноміального розподілу дорівнює
{\displaystyle k-1}.